# Saffraanberg
Saffraanberg är en kulle i Belgien.   Den ligger i provinsen Limburg och regionen Flandern, i den centrala delen av landet, 60 km öster om huvudstaden Bryssel. Toppen på Saffraanberg är 81 meter över havet.
Terrängen runt Saffraanberg är platt, och sluttar norrut. Runt Saffraanberg är det ganska tätbefolkat, med 230 invånare per kvadratkilometer.. Närmaste större samhälle är Hasselt, 17,5 km norr om Saffraanberg. 
Trakten runt Saffraanberg består till största delen av jordbruksmark.